# 錢灃
錢灃（1740年—1795年），字東注，號南園，雲南昆明人，清乾隆年間政治人物，曾任監察御史，以清廉敢言著稱。书画家。

## 生平
先祖為應天府江寧縣人（今南京）人，從軍駐守雲南，後在昆明定居下來。錢灃於乾隆三十三年（1768年）中舉人，乾隆三十六年（1771年）中進士，改庶吉士，散館授翰林院檢討。乾隆四十六年（1781年），考選江南道監察御史，期間更查破多起貪贓枉法的大案。擢通政司參議，遷太常寺少卿，再遷通政使司副使，出督湖南學政。後坐事左遷戶部江南司主事，升湖廣道監察御史，稽查軍機處。乾隆五十九年（1794年）任軍機章京上行走。次年病逝於北京。

## 政績
- 勒爾謹、王亶望的「冒賑折捐案」

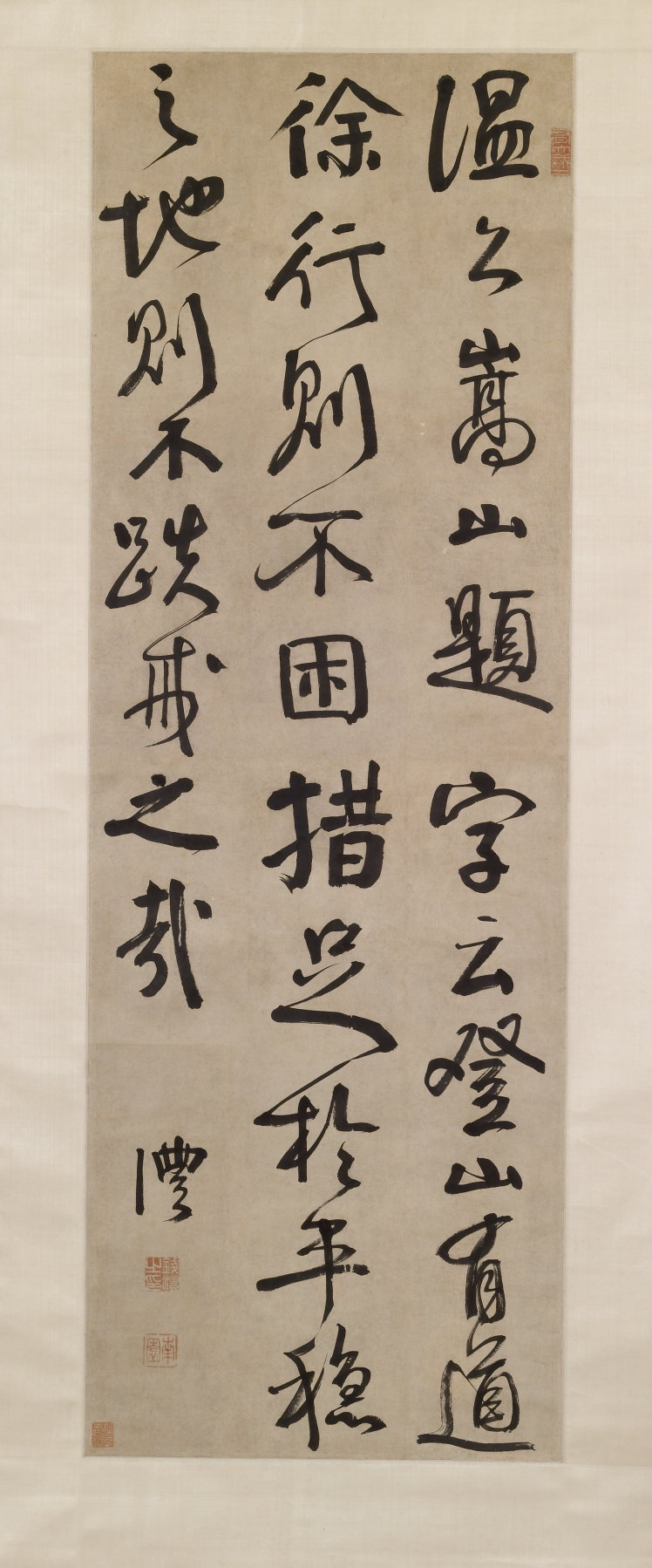
錢灃書法

- 閩浙總督伍拉納、福建巡抚浦霖、福建布政使伊哲布、福建按察使錢受樁的「共同貪污案」
- 錢灃一生最大的成就是破了山東巡撫國泰的貪污大案，乾隆四十七年（1782年）四月，錢灃上奏表示山東巡撫國泰貪縱營私之舉，乾隆帝逐派戶部尚書和珅、左都御史劉墉、監察御史錢灃前往山東查辦，而錢灃以智取國泰貪贓枉法證據，令有和珅庇護的國泰也啞口無言，錢灃於是在一年之內超升三級，官任通政司副使。

## 打擊貪污
當時和珅貪腐是眾所皆知的事實，以嘉慶帝、御史錢灃、軍機大臣王為首的清流派曾想方百計彈彈劾和珅。據說錢灃死後在其枕下發現許多彈劾和珅的奏章草稿，可見其早已秘密收集和珅的犯罪證據準備上奏，可惜天不從人願，錢灃逝世得早，無法揭發。也有傳說和珅知道錢灃將彈劾他，先毒死錢灃。

## 相關作品
- 京劇《瘦馬御史》
- 央視《大清御史》
- 2002年：央視《乾隆王朝》（鄭玉飾演）

## 延伸阅读
[在维基数据编辑]
 《清史稿·卷322》，出自趙爾巽《清史稿》
 在维基共享资源阅览影像

## 外部連結
- 錢灃 （页面存档备份，存于）